# Caltanissetta
Caltanissetta je italské město v oblasti Sicílie, hlavní město stejnojmenné provincie.

## Geografie

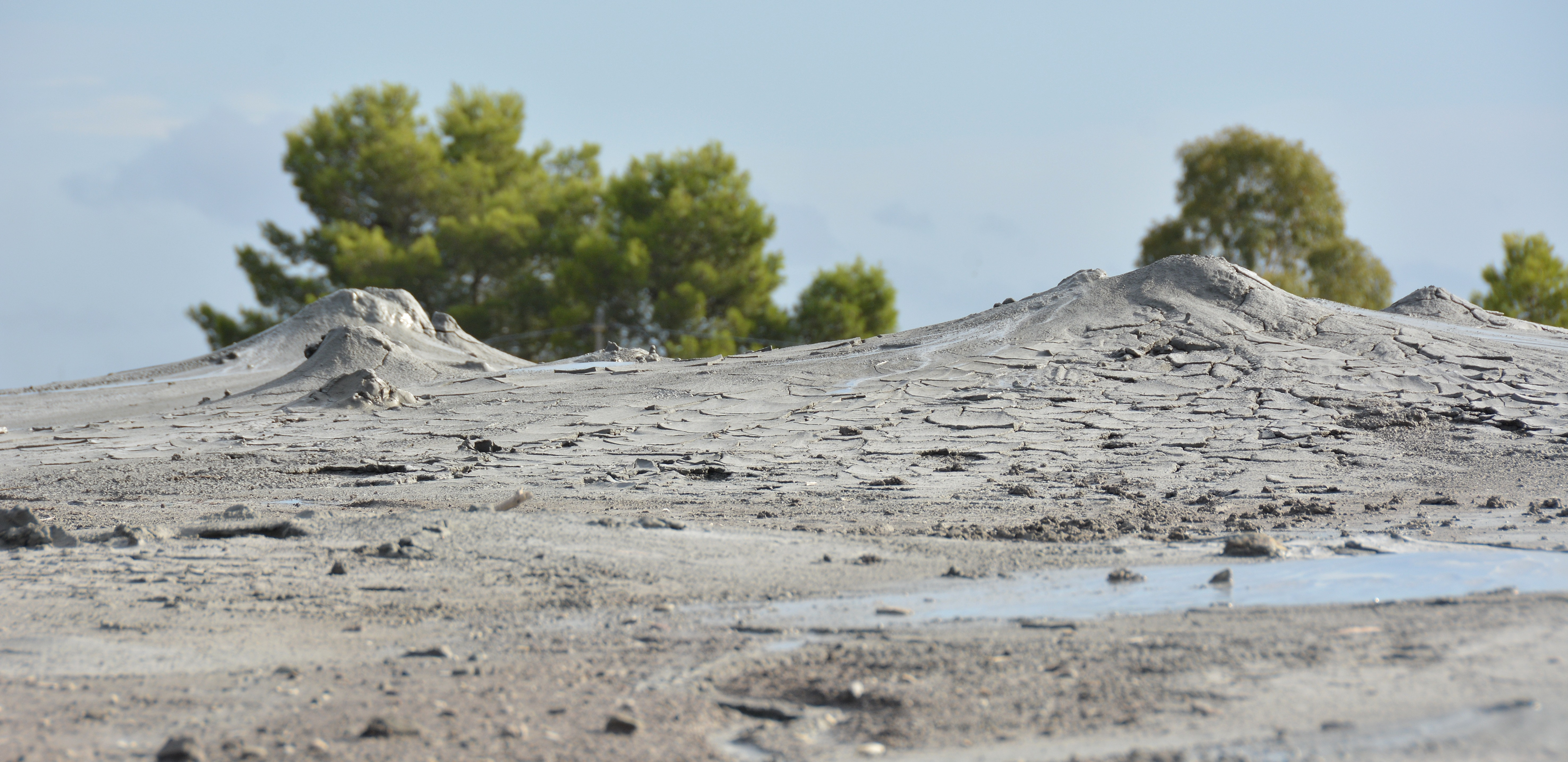
Vukanická plocha Maccaluba

Caltanissetta je největší vnitrozemské město Sicílie, leží 128 kilometrů jihovýchodně od Palerma, v kopcovité oblasti, na jižních svazích Monte San Giuliano v horní části údolí Vallo del Salso, ve stínu hradu Castello di Pietrarossa, v nadmořské výšce od 568 do 750 metrů. V blízkosti města je malá sopka Maccaluba, její seismická aktivita způsobuje pravidelně rozlévání bahna a otřesy. 

### Adminstrativní dělení
Ke katastru města patří obce Bifaria, Borgo Petilia, Borgo Canicassè Casale, Cozzo di Naro, Favarella, Prestianni, Villaggio Santa Barbara, Santa Rita,  a Xirbi.

## Historie
Malá osada Sikanů existovala kolem pozdějšího hradu již v době řecké antiky, kdy byly centrem regionu Syrakusy, a později jako římská vesnice. V roce 829 ji dobyli Arabové a nazvali Kastra-Nissa. Po té se osídlení znovu rozšířilo. V 11. století obsadili oblast Normané v čele s králem Rogerem II. Po nich dobyl celý ostrov král Fridrich II. Štaufský. Později Caltanissettu ovládli Plantageneti, po nich Aragonci a sicilská signorie. V roce 1860 se po dlouhém období španělské a Bourbonské nadvlády stala součástí Italského království. 

## Vývoj počtu obyvatel
Počet obyvatel
K 1 lednu 2023 mělo město přes 5 procent přistěhovalců, jsou to Marokánci (802), Pákistánci (568), Rumuni (505), Číňané (159), Afghánci (145), Nigerijci (132) a Somálci (70).

## Ekonomika
Až do 18. století byly město a celá provincie převážně zemědělské. Zásadní rozvoj města nastal s objevem ložisek síry a měděné rudy a založením dolů v 19. století, kdy se Caltanissetta rozrostla o 70 tisíc přistěhovalců a patřila k hlavním světovým producentům těchto surovin. Úpadek začal v době, kdy světové trhy se sírou ovládla severoamerická Louisiana a dovršilo jej vytěžení ložisek ve 20. století. Město se brzy vylidnilo, dosud trpí chudobou a návaly přistěhovalců. 
Prosperuje firma Fratelli Averna, která dodává do celé Itálie proslulý likér Amaro Averna.

## Pamětihodnosti

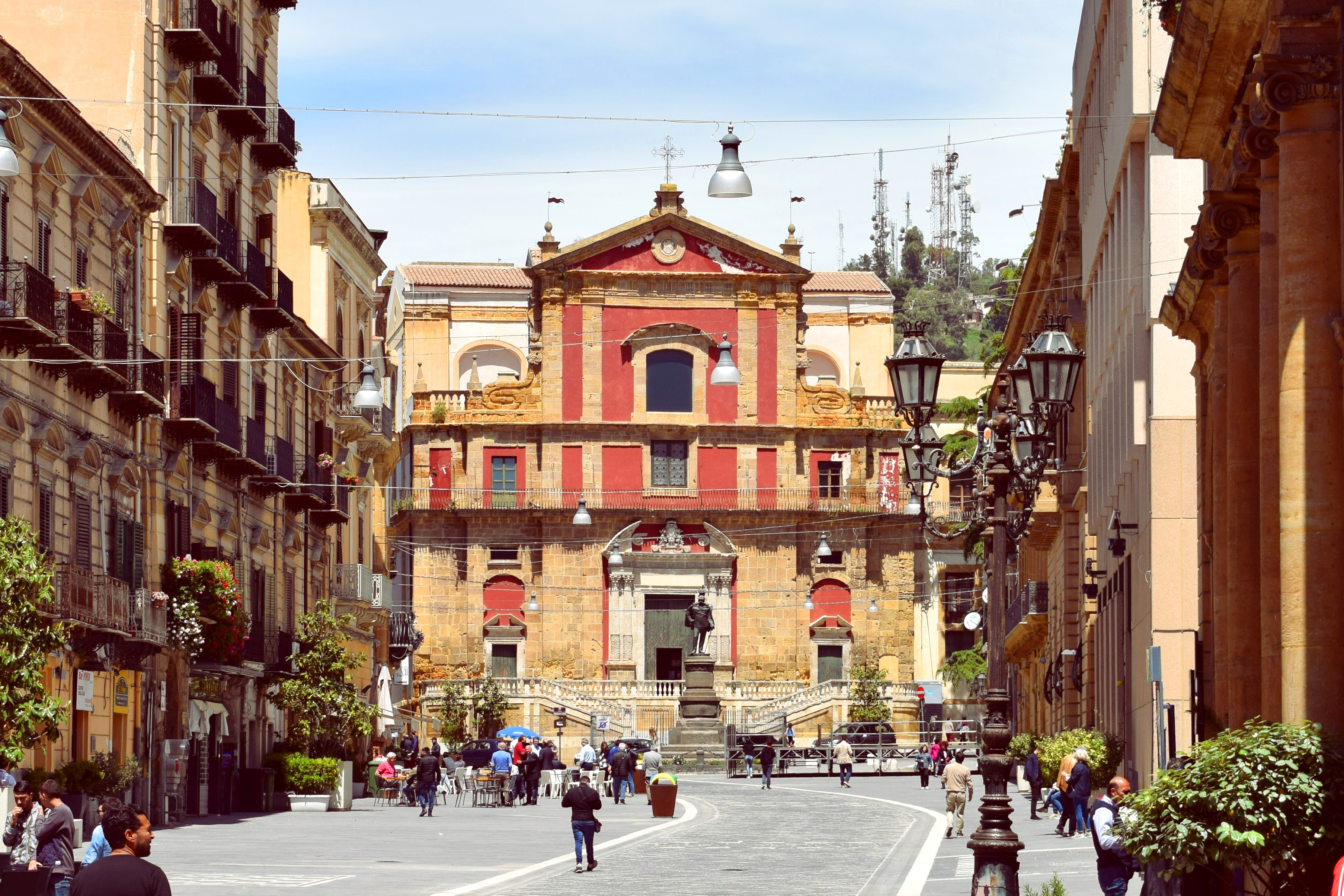
Sant'Agata al Collegio

- Ruiny hradu Castello di Pietrarossa s kostelem Santa Maria degli Angeli a nemocnicí
- Katedrála Santa Maria La Nova s biskupským palácem a diecézní muzeum
- Barokní kašna se sousoším tritona s mořským koněm
- Kapitulní kostel sv. Agáty - raně barokní stavba při bývalé jezuitské koleji (nyní knihovna Biblioteca Scarabelli)- hlavní městský chrám na Corso Umberto I. v centru města
- Chiesa Santo Spirito (Kostel svatého Ducha)  románská normanská stavba, závěr je nejstarší dochovanoi stavbou ve městě
- Chiesa San Rocco (Kostel sv. Rocha)
- Chiesa Santa Croce (kostel sv. Kříže), při bývalém klášteře benediktinek, založen roku 1531
- Palazzo del Carmine - radnice, zčásti galerie
- Palazzo Moncada
- Archeologický park Palmintelli - volně přístupné archeologické lokality se základy stavebːchrám Sabucina, arabský Gibil Gabib.
- Tři městské parky

## Slavnosti
Město slaví kolektivně hlavní křesťanské svátkyː 6. února svátek patronky svaté Agáty, velikonoceː na Velký pátek procesí s pašijovými sochami Krista, v červenci a srpnu mariánské svátky a na vánoce živý betlém.   

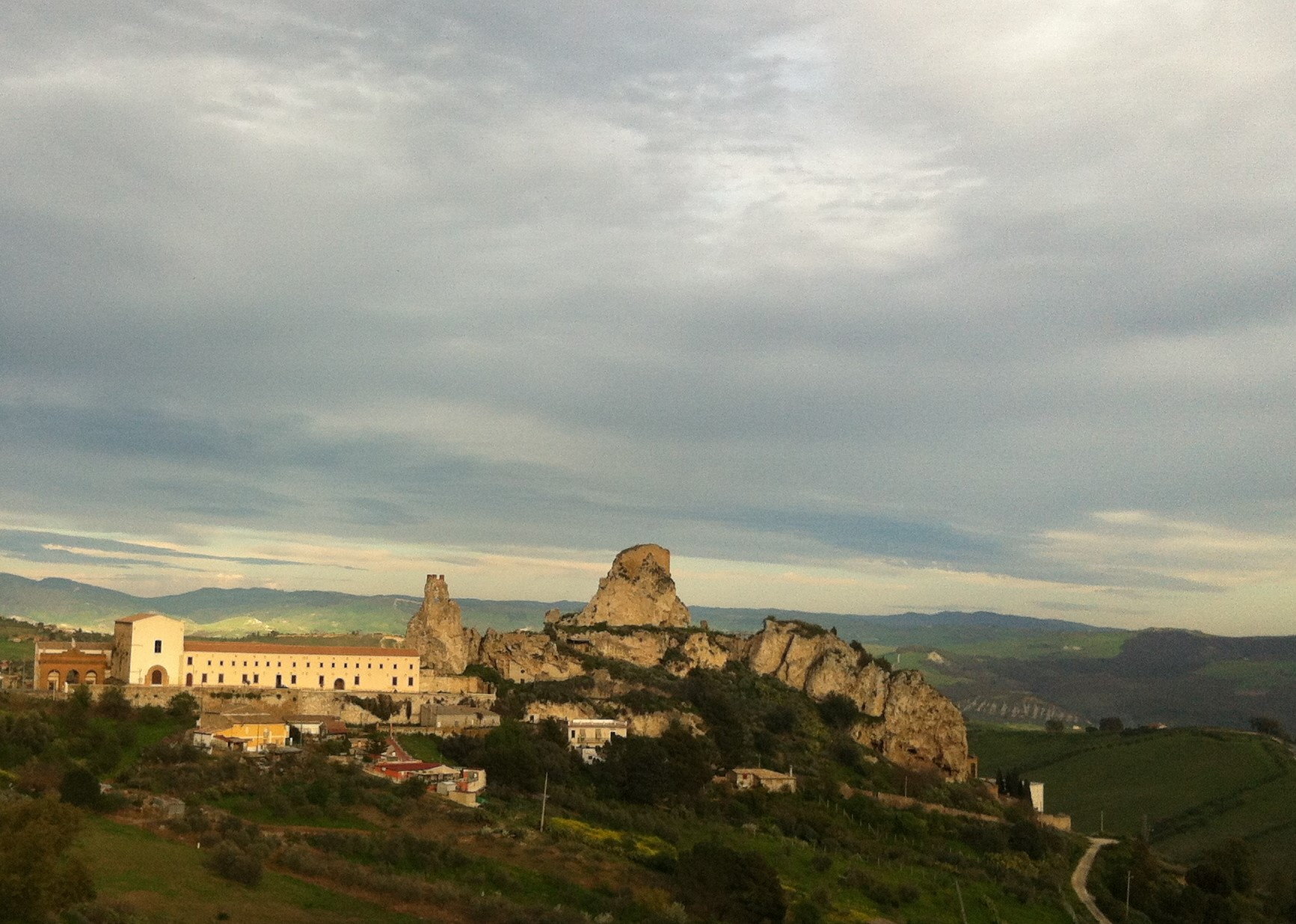
Ruiny hradu a Santa Maria degli Angeli
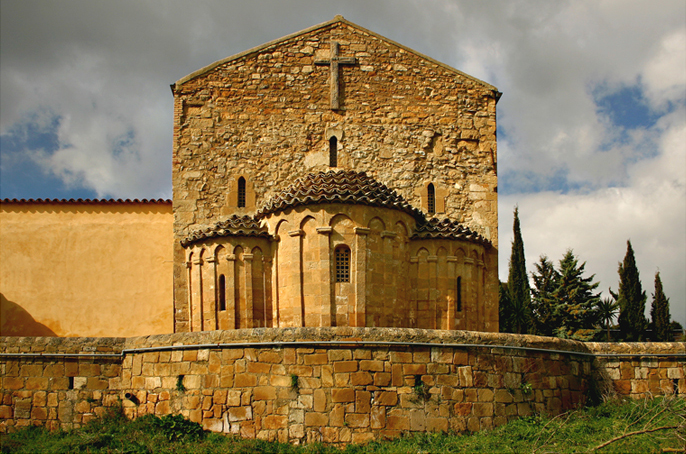
Normanský kostel Santo Spirito
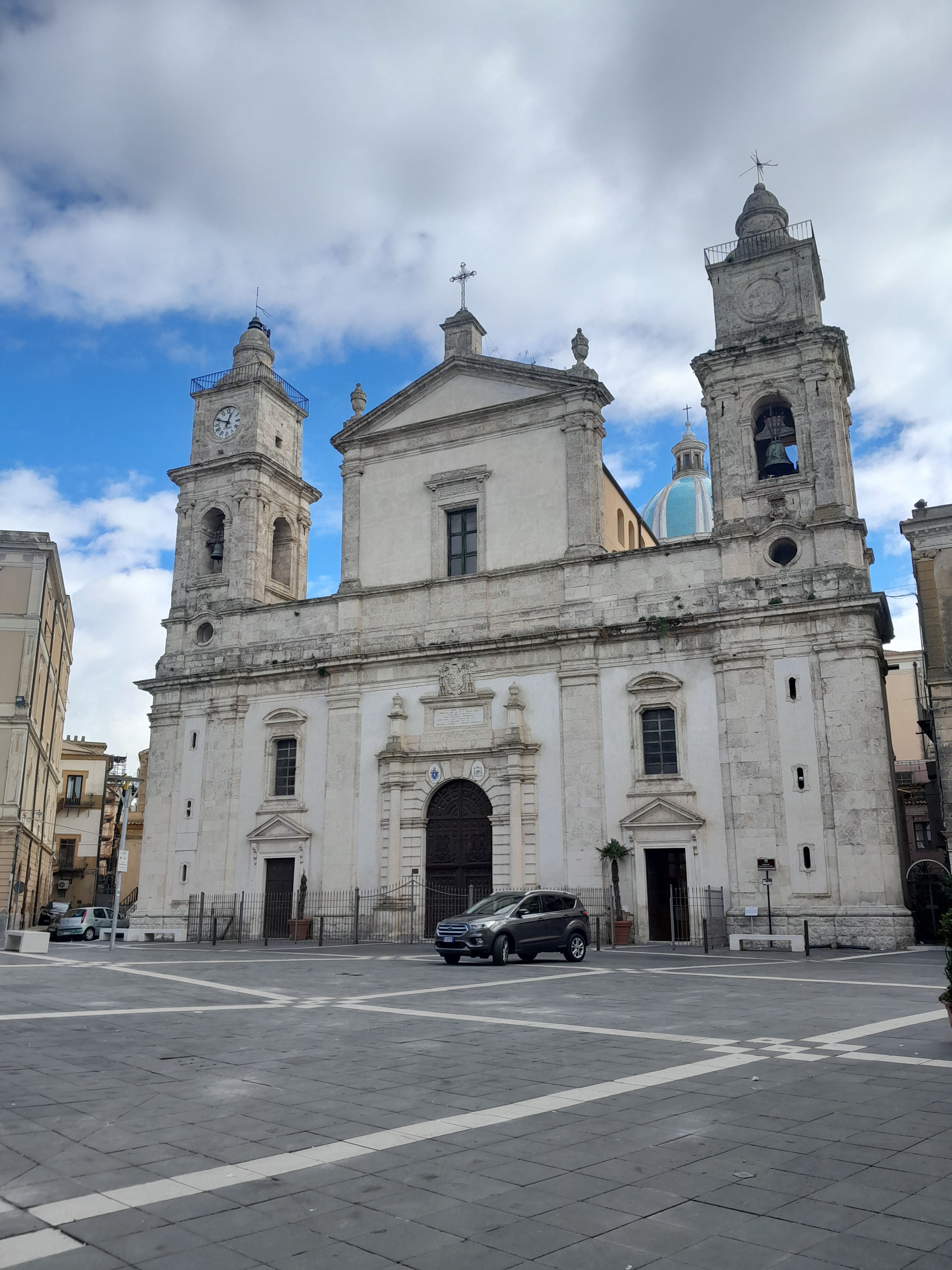
Katedrála
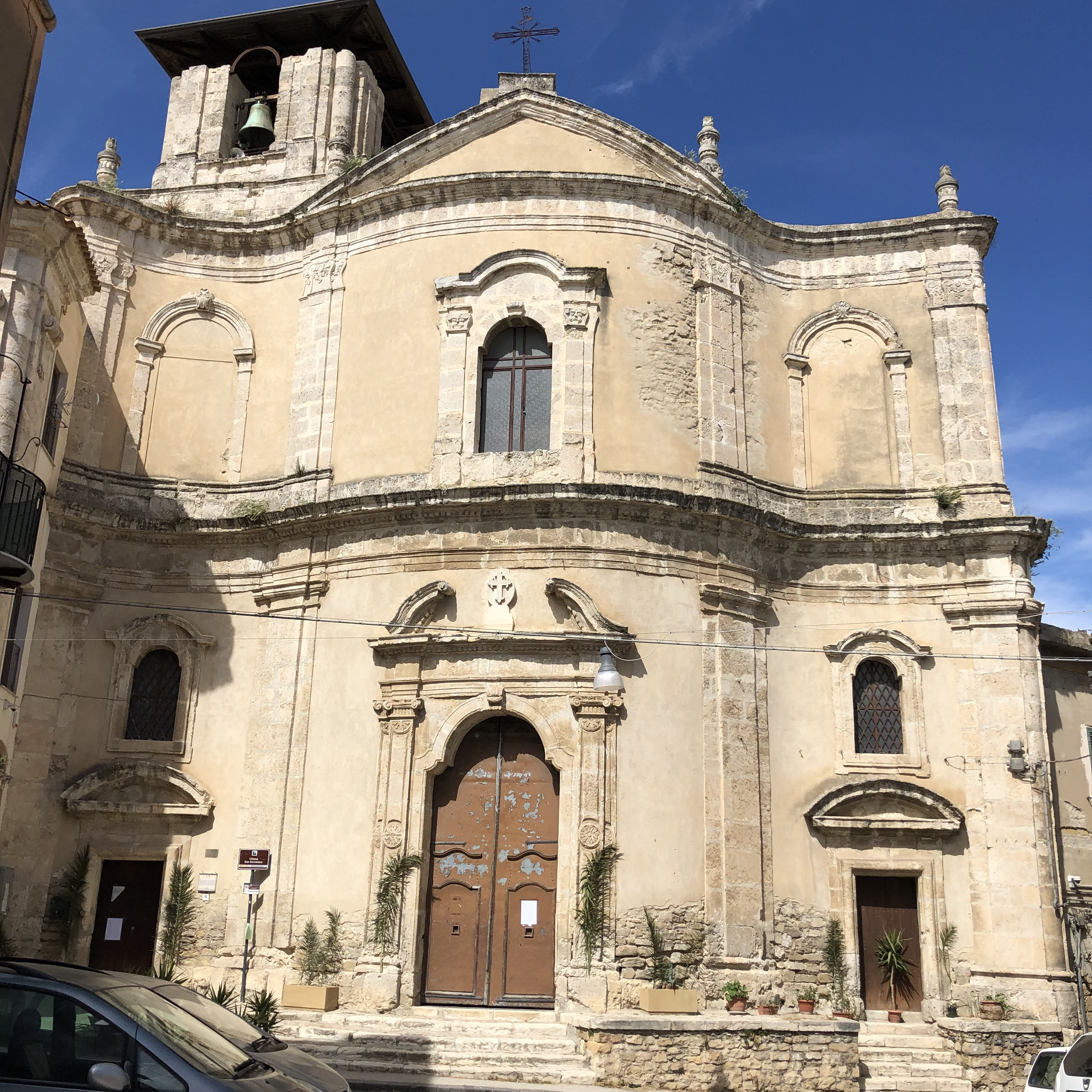
Kostel sv. Dominika
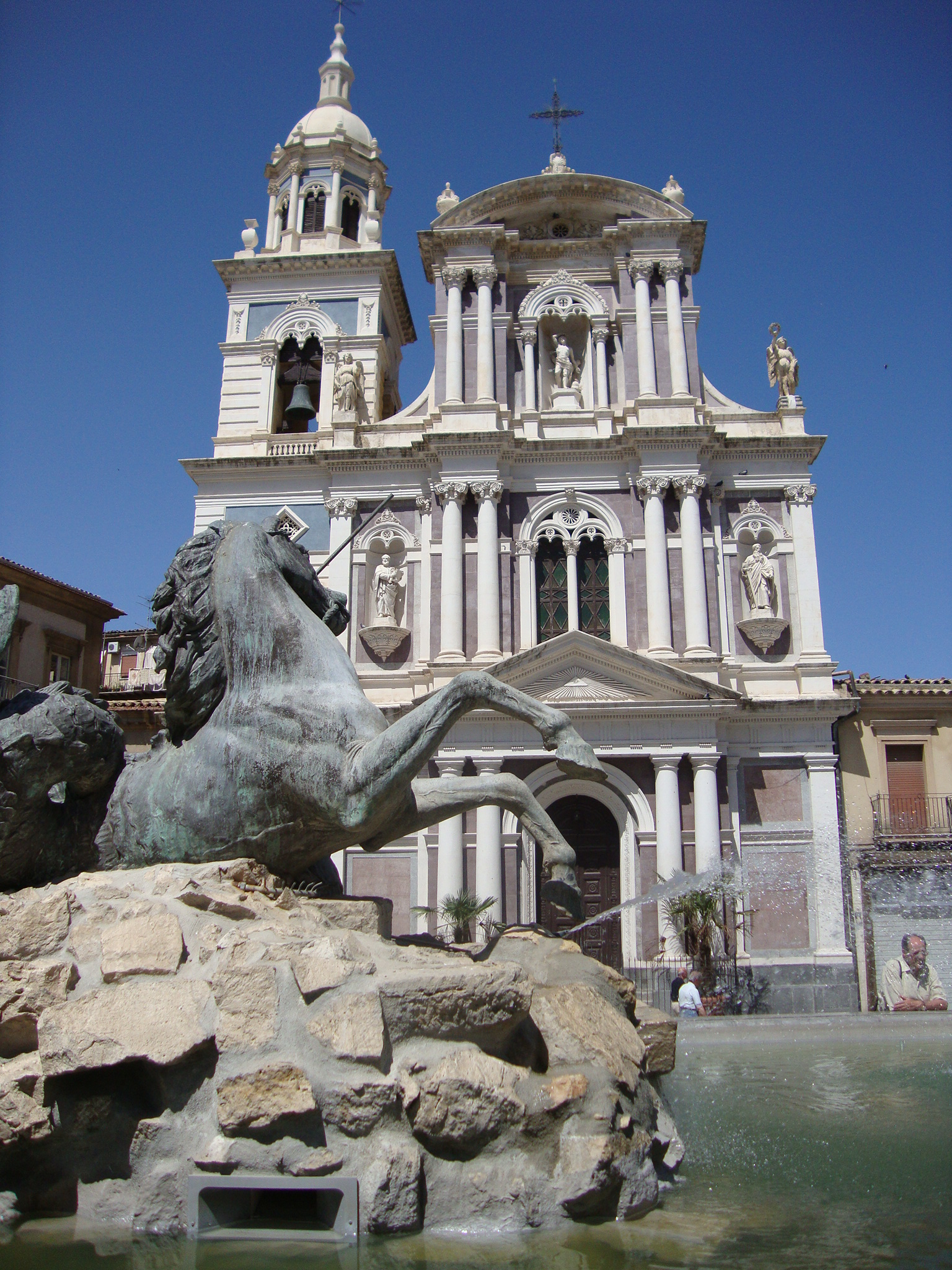
Kostel San Sebastiano
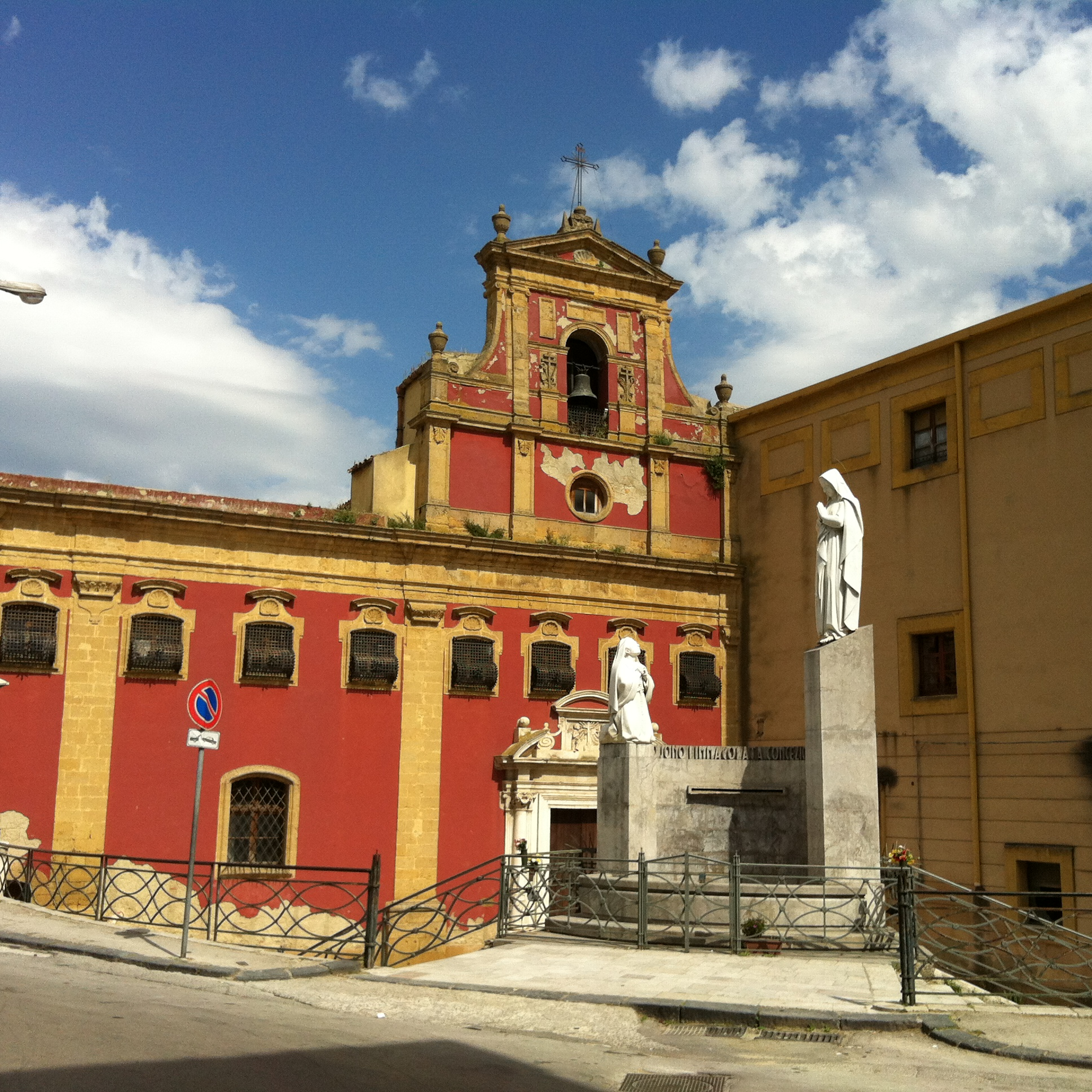
Kostel Santa Croce
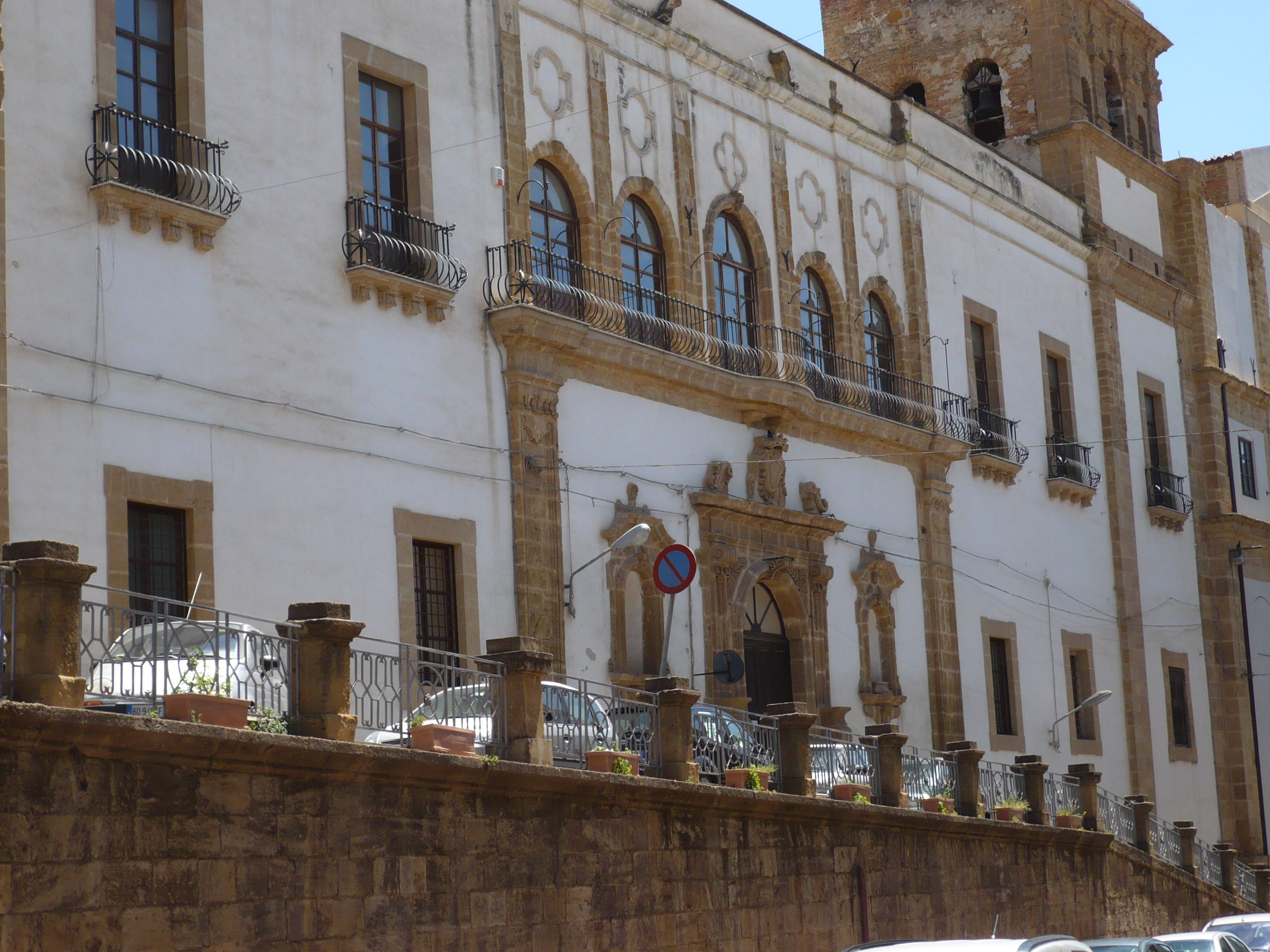
Jezuitská kolej
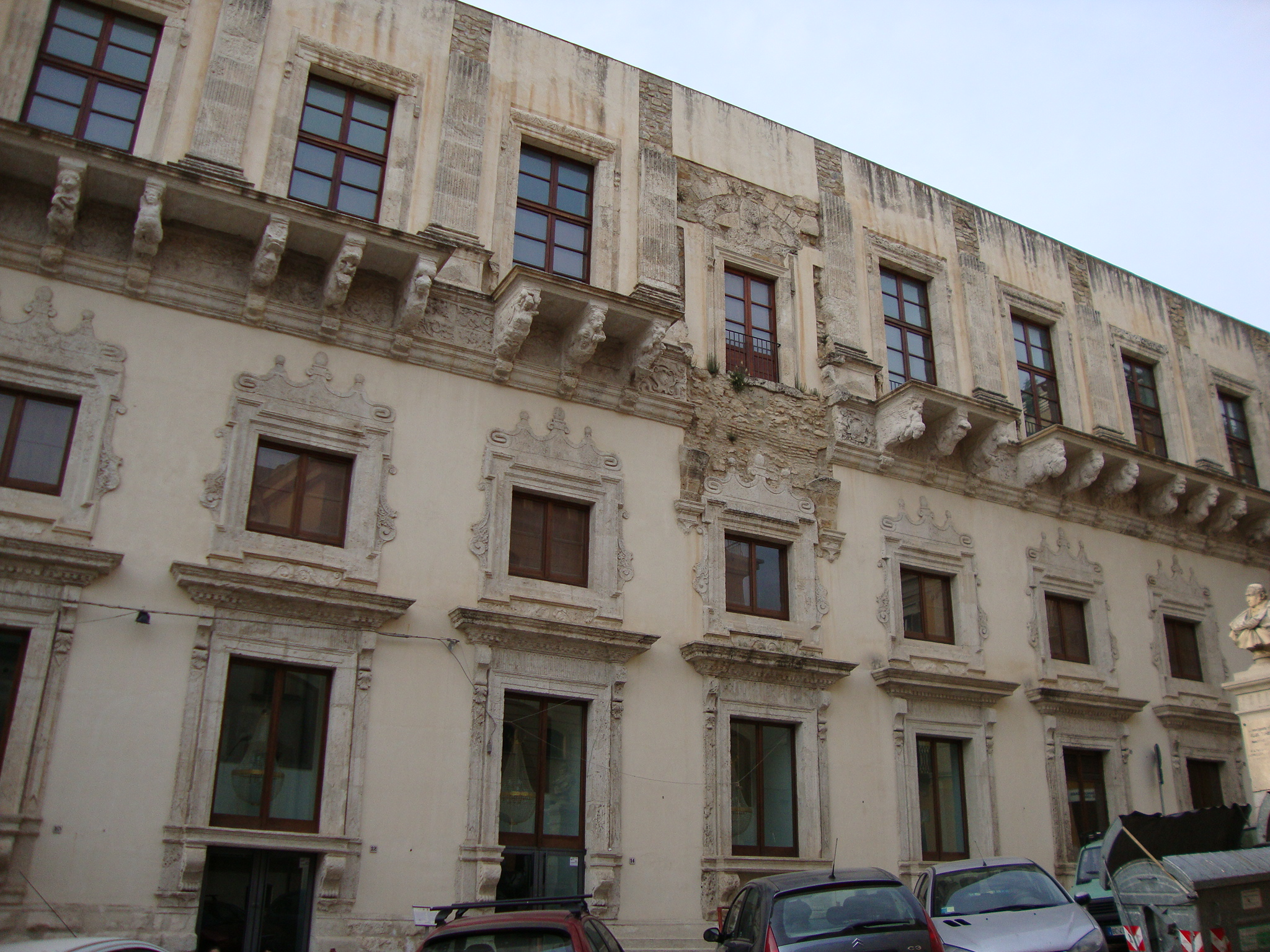
Palazzo Moncada
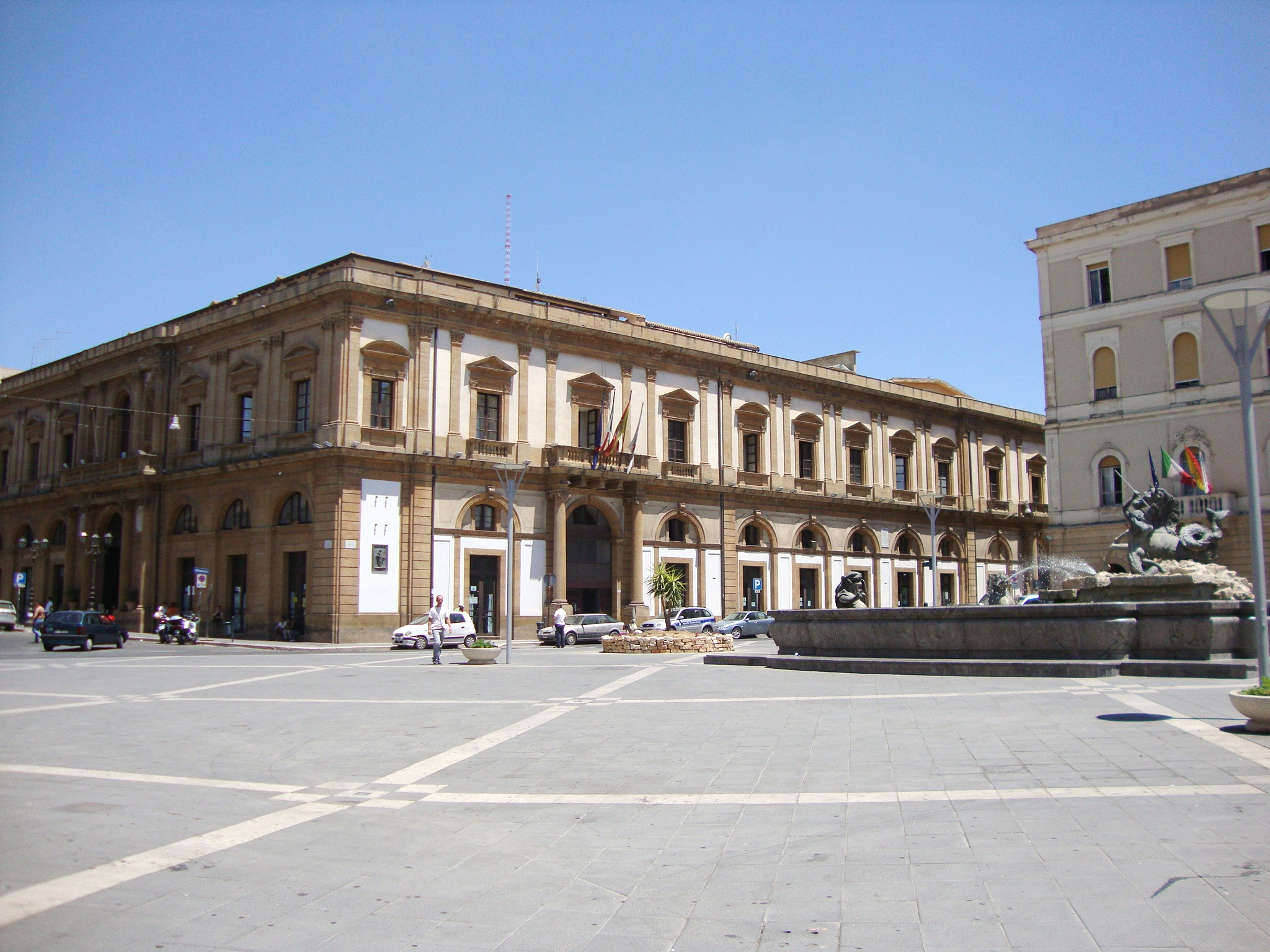
Palazzo del Carmine
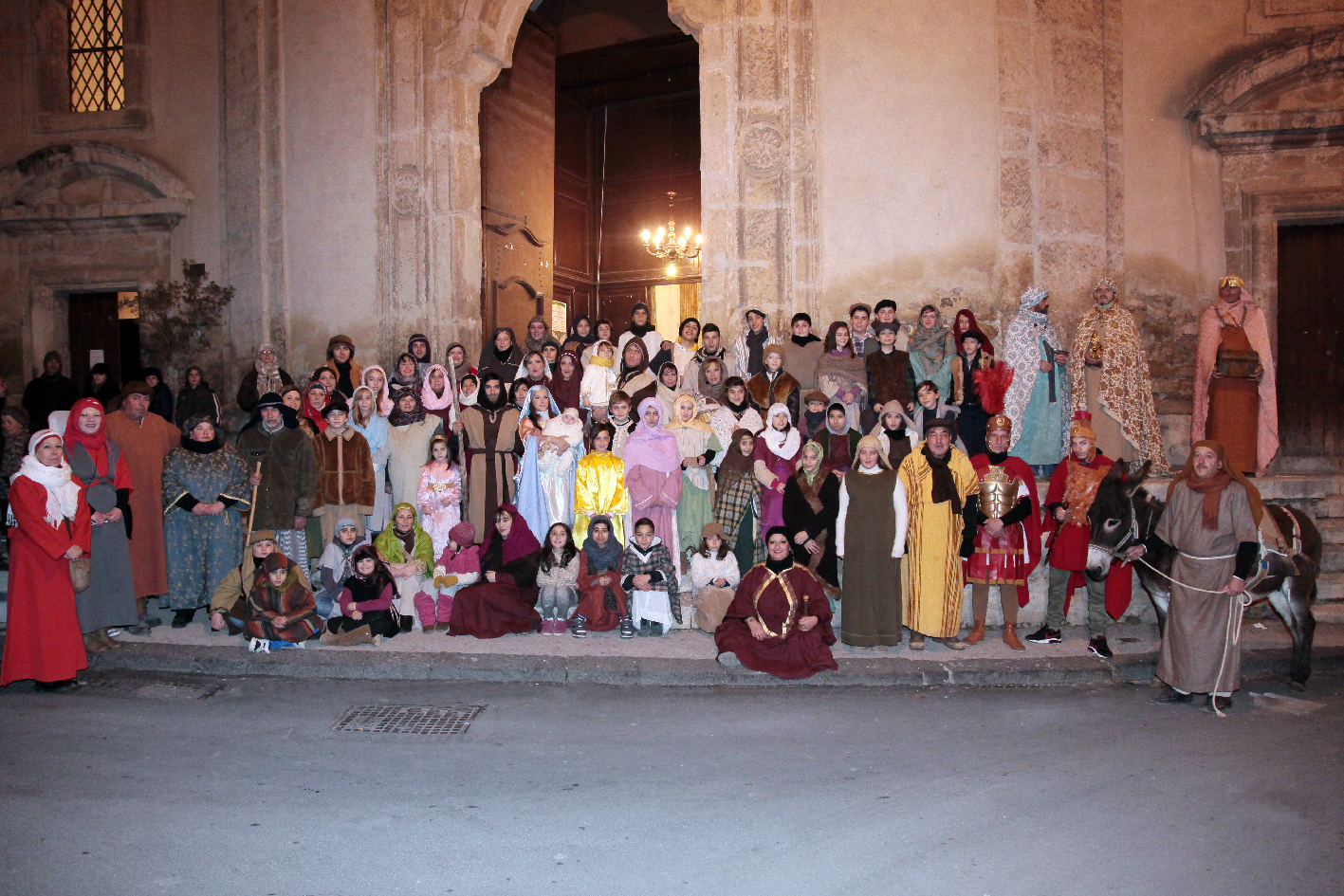
Živý Betlém v roce 2013